# Ford Rheinland
 (septembre 2021).
Si vous disposez d'ouvrages ou d'articles de référence ou si vous connaissez des sites web de qualité traitant du thème abordé ici, merci de compléter l'article en donnant les références utiles à sa vérifiabilité et en les liant à la section « Notes et références ».
Pour les articles homonymes, voir Rheinland.

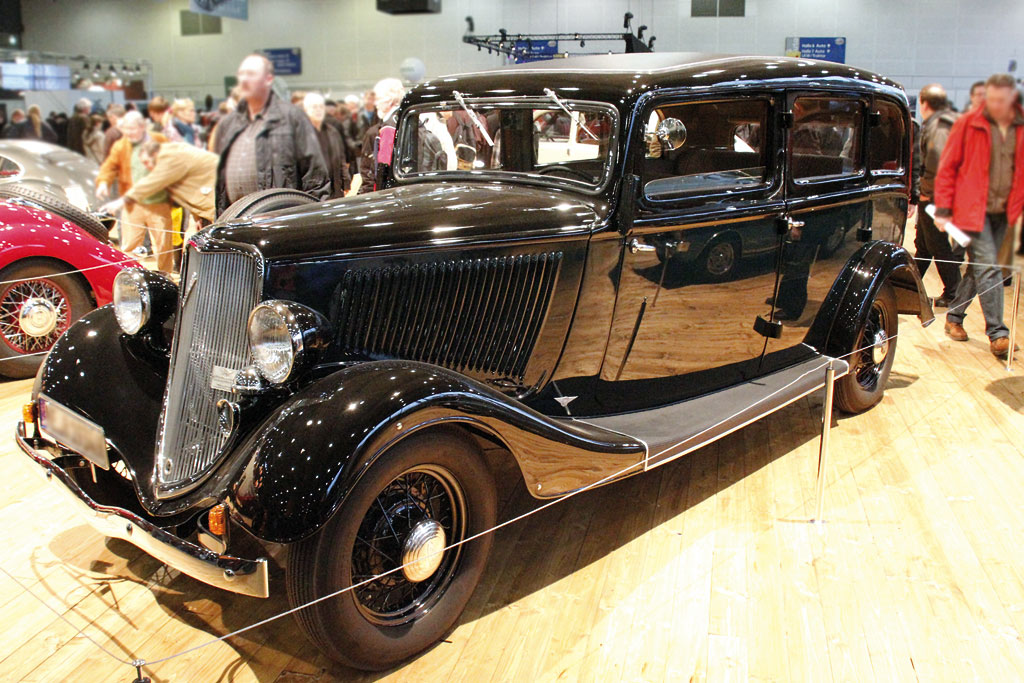
1934 Ford Rheinland

La Ford Rhénanie est un modèle historique de voiture produit par Ford Allemagne (Ford-Werke AG) entre 1935 et 1939. Son nom évoque la région allemande de la Rhénanie, et ce modèle est un exemple de la stratégie de Ford visant à adapter ses véhicules aux marchés européens. Voici un aperçu détaillé de la Ford Rhénanie :
Contexte historique
Période de production : 1935-1939
Lieu de production : L'usine de Cologne, en Allemagne.
Conception : Le modèle a été conçu pour le marché européen avec des spécifications adaptées aux routes et aux conditions de conduite en Europe.
Caractéristiques techniques
Carrosserie : La Ford Rhénanie était disponible en plusieurs configurations de carrosserie, y compris une berline à quatre portes et un cabriolet.
Moteur : Elle était équipée d'un moteur V8 de 2,2 litres, délivrant environ 60 chevaux. Ce moteur était réputé pour sa robustesse et ses performances adéquates pour l'époque.
Transmission : Elle disposait d'une boîte de vitesses manuelle à trois rapports.
Suspension : Suspensions avant et arrière à ressorts semi-elliptiques, offrant un certain confort de conduite sur les routes d'alors.
Dimensions : La Rhénanie était un véhicule de taille moyenne, offrant un bon compromis entre espace intérieur et maniabilité.
Design et confort
Extérieur : Le design de la Ford Rhénanie était relativement simple et fonctionnel, typique des véhicules des années 1930. Elle arborait une calandre avant distinctive et des lignes épurées.
Intérieur : L'intérieur était spacieux pour l'époque, avec des sièges confortables et un tableau de bord fonctionnel. Les matériaux utilisés étaient robustes, reflétant la philosophie de Ford en matière de durabilité et de praticité.
Impact et héritage
Marché : La Ford Rhénanie a connu un succès raisonnable en Europe, notamment en Allemagne. Elle a contribué à renforcer la présence de Ford sur le continent et à établir la réputation de la marque pour la fabrication de véhicules fiables et abordables.
Héritage : Bien que la production de la Rhénanie ait été interrompue à cause de la Seconde Guerre mondiale, elle reste un modèle emblématique de l'histoire automobile de Ford en Europe. Elle symbolise l'effort de Ford pour s'adapter aux marchés locaux tout en maintenant des standards de qualité élevés.
Conclusion
La Ford Rhénanie est une voiture emblématique qui illustre les efforts de Ford pour produire des véhicules adaptés au marché européen dans les années 1930. Avec son moteur V8, sa robustesse et son design pratique, elle a marqué son époque et contribué à l'histoire de l'automobile. Aujourd'hui, elle est considérée comme une voiture classique et est prisée des collectionneurs et des amateurs d'histoire automobile.